# Satz von Hurwitz (Zahlentheorie)
Die Mathematik kennt eine Anzahl von Sätzen, welche mit dem Namen von Adolf Hurwitz verknüpft sind. Der Satz von Hurwitz der Zahlentheorie betrifft die sogenannte diophantische Approximation irrationaler Zahlen, also die  Approximation irrationaler Zahlen durch Bruchzahlen. Der Satz gibt eine Obergrenze für die Güte der Approximation an.

## Der Satz
Der Satz lässt sich formulieren wie folgt:
Für jede irrationale Zahl {\displaystyle \alpha } existieren unendlich viele voll gekürzte Brüche {\displaystyle {\tfrac {p}{q}}}, welche
{\displaystyle \left|\alpha -{\frac {p}{q}}\right|<{\frac {1}{{\sqrt {5}}\cdot q^{2}}}}
erfüllen.
Im von Scheid entwickelten Beweis des Satzes werden in entscheidender Weise Eigenschaften der Farey-Folgen genutzt.

## Güte der Obergrenze
Die Konstante {\displaystyle {\sqrt {5}}} ist scharf, also im Allgemeinen nicht zu ersetzen durch eine bessere Konstante. Dies lässt sich nachweisen anhand der irrationalen Zahl {\displaystyle {\mathcal {\alpha }}=(1+{\sqrt {5}})/2} (bekannt im Zusammenhang mit dem Goldenen Schnitt).
Für eine einzelne Zahl {\displaystyle \alpha } kann es bessere Approximationen geben, z. B. für Liouville-Zahlen. Ist {\displaystyle \alpha } eine algebraische Zahl, lässt sich der Exponent von {\displaystyle q} nach dem Satz von Thue-Siegel-Roth aber nicht verbessern.

## Verwandte Ergebnisse
- Dirichletscher Approximationssatz